# الحديث القدسي
الحديث القدسي ويقال له أيضا الحديث الإلهي والحديث الرباني هو حديث قاله النبي ﷺ وأسنده إلى الله ، ولفظه ومعناه من الله ، وقيل لفظه من عند النبي ﷺ ومعناه من الله ، وهو مأخوذ في اللغة من القدس أي الطهر، وسُمي كذلك تكريما له، وقلما تتعرض الأحاديث القدسية لأحكام الحلال والحرام، ويُقدر عدد الأحاديث القدسية بمائتي حديث تقريبا.

## الفرق بين الحديث القدسي والقرآن
اختلف العلماء في الفرق بين الحديث القدسي والقرآن، ومن أقوى الأقوال ما ذهب إليه أبو البقاء العكبري أن القرآن ما كان لفظه ومعناه من عند الله بوحي جلي، فهو اللفظ المنزل به جبريل  على النبي ﷺ، أما الحديث القدسي فهو ما كان لفظه من عند النبي ﷺ ومعناه من عند الله بالوحي غير الجلي (ويُسمى الوحي الخفي) كالإلهام والمنام، فأخبر النبي أمته بعبارة نفسه، ولذا فسائر الأحاديث لم يضفها إلى الله  ولم يروها عنه. 
يختص القرآن بخصال ليست في الحديث القدسي أهمها:
- القرآن لفظه ومعناه من الله
- القرآن معجز بلفظه ومعناه
- القرآن يُتعبد بلفظه وقراءته، ولا يجوز لمسه من غير طهور، ولا تجوز قراءته بالمعنى
- القرآن متواتر، والأحاديث القدسية غير متواترة بل فيها ما قد يضعف

## أمثلة الحديث القدسي
- مارواه أبو هريرة عن النبي ﷺ:

- مارواه أبو هريرة عن النبي ﷺ:

- مارواه أبو هريرة عن النبي ﷺ:

## مؤلفات في الحديث القدسي
- «الإتحافات السنية بالأحاديث القدسية» لعبد الرؤوف المناوي
- «الأحاديث القدسية الأربعينية» للملا علي القاري

## وصلات خارجية
- كتب الحديث في موقع الإسلام
- مكتبة مشكاة
- مكتبة صيد الفوائد
- لمحة عن تاريخ علم الحديث من إسلام أونلاين
- مكتبة الحديث النبوي الشريف
- الإحكام في الأحكام